# Parlamentswahl in Grönland 1999
- IA: 7
- S: 11
- A: 8
- KP: 4
- Unabh.: 1

Die Parlamentswahl in Grönland 1999 war die siebte Wahl zum Inatsisartut bzw. Landsting, dem grönländischen Parlament. Die Wahl fand am 16. Februar 1999 statt.

## Wahlrecht
Bei der Parlamentswahl wurde das Verhältniswahlrecht angewendet. Es wurden 31 Abgeordneten gewählt. Die bisherigen Wahlkreise wurden abgeschafft und alle Kandidaten traten landesweit an.

## Ausgangslage
Im Jahr 1995 wurde infolge des Ergebnisses der Parlamentswahl das Kabinett Johansen II unter Führung der Siumut gebildet. Als Premierminister Lars-Emil Johansen am 19. September 1997 zurücktrat, um einen Posten als Vizedirektor bei Royal Greenland anzunehmen, wurde er durch seinen Parteikollegen und Amtsvorgänger Jonathan Motzfeldt ersetzt, der daraufhin das Kabinetts Motzfeldt VI bildete, welches bis zum Ende der Legislaturperiode amtierte.

## Teilnehmende Parteien
Bei der Wahl traten vier Parteien an. Sowohl die Issittup Partiia als auch die Akulliit Partiiat lösten sich im Laufe der letzten Legislaturperiode auf. Dafür trat die Kattusseqatigiit Partiiat an, deren Vorsitzender Anthon Frederiksen bei der letzten Wahl parteilos durch ein Wählerbündnis ins Parlament einziehen konnte.
| Partei | Partei                    | Kürzel | Deutsche Bedeutung               | Ausrichtung                                   | Vorsitzender       |
| ------ | ------------------------- | ------ | -------------------------------- | --------------------------------------------- | ------------------ |
|        | Siumut                    | S      | Vorwärts                         | sozialdemokratisch                            | Jonathan Motzfeldt |
|        | Atassut                   | A      | Gemeinsinn                       | konservativ, wirtschaftsliberal, unionistisch | Daniel Skifte      |
|        | Inuit Ataqatigiit         | IA     | Gemeinschaft der Inuit           | demokratisch-sozialistisch                    | Josef Motzfeldt    |
|        | Kattusseqatigiit Partiiat | KP     | Partei der Einigkeitsvereinigung | konservativ, populistisch                     | Anthon Frederiksen |

## Kandidaten
Bei der Wahl traten 206 Kandidaten an. Erstmals gab es keine persönlichen Stellvertreter mehr. Stattdessen wurden Nachrückerlisten angefertigt, von denen der Kandidat mit den meisten Stimmen ohne Parlamentssitz stellvertretend Mitglied wurde.
| Partei                    | Kandidaten |
| ------------------------- | ---------- |
| Siumut                    | 62         |
| Atassut                   | 59         |
| Inuit Ataqatigiit         | 59         |
| Kattusseqatigiit Partiiat | 29         |
| Einzelkandidaten          | 4          |

Bis auf Marianne Jensen, Niels Mattaaq, Kristine Raahauge (alle Siumut) traten alle bisherigen Abgeordneten erneut an. Jens Napaattooq, der 1995 für unwählbar erklärt worden war, kandidierte erneut, diesmal aber für die Siumut statt der Inuit Ataqatigiit. Dazu kamen Nikolaj Heinrich, Hans Iversen, Pavia Nielsen, Ûssarĸak K'ujaukitsoĸ, Andreas Sanimuínaĸ (alle Siumut), Godmand Jensen, Torben Emil Lynge (alle Atassut), Aqqalukasik Kanuthsen und Ole Lynge (alle Inuit Ataqatigiit), die in vorherigen Legislaturperioden im Inatsisartut saßen, 1995 aber nicht antraten oder nicht gewählt wurden.

## Ergebnis
Die sozialdemokratische Partei Siumut wurde erneut stärkste Fraktion im Inatsisartut, gefolgt von der Atassut und der Inuit Ataqatigiit. Die Zentrumspartei Akulliit Partiiat und die Issittup Partiia traten nicht erneut an. Die konservative Kattusseqatigiit Partiiat zog erstmals ins Parlament ein und konnte auf Anhieb vier Sitze gewinnen.
| Partei            | Partei                    | Stimmen | Stimmen | Stimmen | Sitze  | Sitze |
| Partei            | Partei                    | Anzahl  | %       | +/−     | Anzahl | +/−   |
| ----------------- | ------------------------- | ------- | ------- | ------- | ------ | ----- |
|                   | Siumut                    | 9.899   | 35,2    | −3,2    | 11     | −1    |
|                   | Atassut                   | 7.100   | 25,2    | −4,9    | 8      | −2    |
|                   | Inuit Ataqatigiit         | 6.217   | 22,1    | +1,8    | 7      | +1    |
|                   | Kattusseqatigiit Partiiat | 3.453   | 12,3    | +12,3   | 4      | +4    |
|                   | Unabhängige Kandidaten    | 1.486   | 5,4     | +0,7    | 1      | ±0    |
| Gesamt            | Gesamt                    | 28.155  | 100,0   |         | 31     | ±0    |
| Gültige Stimmen   | Gültige Stimmen           | 28.155  | 98,8    |         |        |       |
| Ungültige Stimmen | Ungültige Stimmen         | 335     | 1,2     |         |        |       |
| Wahlbeteiligung   | Wahlbeteiligung           | 28.490  | 76,0    |         |        |       |
| Wahlberechtigte   | Wahlberechtigte           | 37.485  | 100,0   |         |        |       |
| Quelle:           |                           |         |         |         |        |       |

## Folgen
31 Abgeordnete wurden ins 7. Inatsisartut gewählt. Jonathan Motzfeldt (Siumut) wurde durch das Parlament als Premierminister bestätigt und bildete das Kabinett Motzfeldt VII, nachdem er das Amt 1997 von seinem Parteikollegen Lars-Emil Johansen übernommen hatte. Motzfeldt war bereits von 1979 bis 1991 grönländischer Premierminister.